# MacBook Pro (Apple silicon)
MacBook Pro із Apple silicon — лінійка ноутбуків Macintosh, представлена компанією Apple Inc. у листопаді 2020 року. Це модель вищого класу сімейства MacBook, що стоїть вище споживчого MacBook Air, і наразі продається з 13-, 14- та 16-дюймовими дисплеями. Усі моделі використовують розроблені Apple системи на чипі M-серії.
Перший MacBook Pro з процесором Apple Silicon на базі Apple M1 випустили у листопаді 2020 року.
MacBook Pro п'ятого покоління випущений у жовтні 2021 року з дисплеями 14 і 16 дюймів. Він працює на чипах M1 Pro або M1 Max і він став першим MacBook Pro, який доступний лише із сиетмою на чипі Apple Silicon. Крім того, що це покоління призначене лише для процесорів Apple Silicon, у нього повернули елементи попередніх поколінь, що були недоступні певний час, наприклад MagSafe та апаратні функціональні клавіші.

## Четверте покоління (Touch Bar із Apple silicon), 2020—2022
10 листопада 2020 року Apple представила 13-дюймовий MacBook Pro з двома портами Thunderbolt на базі системина чипі Apple M1, разом із оновленими MacBook Air і Mac Mini як перші комп'ютери Mac з новою лінійкою чипів Apple silicon на базі ARM. 13-дюймовий MacBook Pro M1 зовні ідентичний попередній моделі на базі Intel. Проте у ньому зʼявилася підтримка Wi-Fi 6, USB4 і 6K для роботи Pro Display XDR. Кількість підтримуваних зовнішніх дисплеїв зменшили до одного, в той час як попередні моделі на базі Intel підтримували два дисплеї 4K. Камера FaceTime залишилася 720p, але Apple заявляє про вдосконалений процесор сигналу зображення, що забезпечує відео вищої якості.
6 червня 2022 року на WWDC 2022 Apple представила оновлений 13-дюймовий MacBook Pro з двома портами Thunderbolt на базі чипа Apple M2 — і водночас представила оновлений MacBook Air також із чипом M2. Характеристики MacBook Pro із M2 майже такі ж, але він підтримує до 24 ГБ уніфікованої пам'яті.

### Оцінки
Огляд CNN про MacBook Pro із M2 був загалом позитивним та відзначав його як «один із найшвидших ноутбуків в історії», але критикував деякі аспекти дизайну, відзначаючи, що недорогий MacBook Air із M2 має вебкамеру з вищою роздільною здатністю, більший дисплей і зарядку MagSafe. Тестування, проведене рецензентами, показало, що твердотільний накопичувач у базовій моделі M2 на 256 ГБ значно повільніший, ніж у моделі M1 на 256 ГБ, через відсутність другого контролера, зі швидкістю читання на 50 % нижчою і швидкістю запису на 30 % нижчою.

### Технічні характеристики
|  | Припинено |  | Поточний |

| Модель                    | Модель | 13 дюймів, M1, 2020 | 13 дюймів, M2, 2022 |
| ------------------------- | --- | --- | --- |
| Хронологія                | Анонсовано | 10 листопада 2020 | 6 червня 2022 |
| Хронологія                | Випущено | 17 листопада 2020 | 24 червня 2022 |
| Хронологія                | Припинено | 6 червня 2022 | Виробляється |
| Хронологія                | Статус підтримки | Підтримується | Підтримується |
| Деталі моделі             | Ідентифікатор моделі | MacBookPro17,1 | Mac14,7 |
| Деталі моделі             | Номер моделі (знизу) | A2338 | |
| Деталі моделі             | Номер партії (номер замовлення) | MYD83, MYD92, MYDA2, MYDC2 | MNEH3, MNEJ3, MNEP3, MNEQ3 |
| Операційна система        | Початковий випуск | macOS 11 Big Sur | macOS 12 Monterey |
| Операційна система        | Останній випуск | macOS 12 Monterey | macOS 12 Monterey |
| Дисплей                   | Поверхня | Глянцевий дисплей | Глянцевий дисплей |
| Дисплей                   | Розмір дисплея | 13,3 дюйма (340 мм) (діагональ) | 13,3 дюйма (340 мм) (діагональ) |
| Дисплей                   | Роздільна здатність | 2560 × 1600 | 2560 × 1600 |
| Дисплей                   | Щільність пікселів (ppi) | 227 | 227 |
| Дисплей                   | Співвідношення сторін | 16:10 | 16:10 |
| Дисплей                   | Підтримка форматів із масштабуванням | ІК: 1680 × 1050 \| Дисплей: 3360 × 2100 ІК: 1440 × 900 \| Дисплей: 2880 × 1800 (За замовчуванням) ІК: 1280 × 800 \| Дисплей: 2560 × 1600 (Нативне) ІК: 1024 × 640 \| Дисплей: 2048 × 1280    | ІК: 1680 × 1050 \| Дисплей: 3360 × 2100 ІК: 1440 × 900 \| Дисплей: 2880 × 1800 (За замовчуванням) ІК: 1280 × 800 \| Дисплей: 2560 × 1600 (Нативне) ІК: 1024 × 640 \| Дисплей: 2048 × 1280    |
| Дисплей                   | Яскравість ( кд⁄м2) | 500 | 500 |
| Дисплей                   | Підтримка колірної гами | Дисплей P3 | Дисплей P3 |
| Дисплей                   | Дисплей True Tone | Підтримується | Підтримується |
| Дисплей                   | Частота оновлення | 60 Гц | 60 Гц |
| Продуктивність            | | | |
| Система на чипі           | Apple M1 | Apple M2 | |
| Ядра ЦП                   | 4 × 3,2 ГГц продуктивні ядра (Firestorm) та 4 × 2,064 ГГц ефективні ядра (Icestorm), загалом 8 ядер                                              | 4 × 3,49 ГГц продуктивні ядра (Avalanche) та 4 × ефективні ядра (Blizzard), загалом 8 ядер                                                                                                   | |
| Кеш                       | Продуктивні ядра: 192 КБ L1i, 128 КБ L1d, 12 МБ спільного L2 Ефективні ядра: 128 КБ L1i, 64 КБ L1d, 4 МБ спільного L2 Кеш системного рівня: 8 МБ | Продуктивні ядра: 192 КБ L1i, 128 КБ L1d, 16 МБ спільного L2 Ефективні ядра: 128 КБ L1i, 64 КБ L1d, 4 МБ спільного L2 Кеш системного рівня: 8 МБ                                             | |
| Ядра графічного процесора | 8-ядерний Apple G13G (128 EUs, 1024 ALUs) | 10-ядерний Apple (320 EUs, 2560 ALUs) | |
| Neural Engine             | 16-ядерний (11 трильйонів операцій в секунду) | 16-ядерний (15,8 трильйона операцій в секунду) | |
| Система охолодження       | Алюмінієвий розподільник тепла, один вентилятор                                                                                                  | Алюмінієвий розподільник тепла, один вентилятор | |
| Тип пам'яті               | 128-бітна двоканальна уніфікована пам'ять LPDDR4X-4266 (68,25 ГБ/с)                                                                              | 128-бітна двоканальна уніфікована пам'ять LPDDR5-6400 (102,4 ГБ/с) | |
| Ємність пам'яті           | 8 ГБ, не можна змінити Конфігурація 16 ГБ доступна на момент покупки, після чого не можна змінити                                                | 8 ГБ, не можна змінити Конфігурації 16 ГБ або 24 ГБ доступні на момент покупки, після чого не можна змінити                                                                                  | |
| Накопичувач               | Тип SSD | SSD на базі PCIe зі швидкістю зчитування до 3,3 ГБ/с | SSD на базі PCIe зі швидкістю зчитування до 3,3 ГБ/с |
| Накопичувач               | Ємність SSD | 256 ГБ або 512 ГБ, не можна змінити Конфігурація 512 ГБ (для моделей 256 ГБ), 1 ТБ або 2 ТБ доступні на момент покупки, після чого не можна змінити                                          | 256 ГБ або 512 ГБ, не можна змінити Конфігурація 512 ГБ (для моделей 256 ГБ), 1 ТБ або 2 ТБ доступні на момент покупки, після чого не можна змінити                                          |
| Клавіатура та трекпад     | Тип клавіатури | Клавіатура Magic Keyboard з підсвічуванням, механізмом (перемикач-ножиці) і датчиком зовнішнього освітлення                                                                                  | Клавіатура Magic Keyboard з підсвічуванням, механізмом (перемикач-ножиці) і датчиком зовнішнього освітлення                                                                                  |
| Клавіатура та трекпад     | Кількість клавіш | 65 (США) або 66 (ISO) клавіш, включно з 4 клавішами зі стрілками у формі перевернутої літери «Т»                                                                                             | 65 (США) або 66 (ISO) клавіш, включно з 4 клавішами зі стрілками у формі перевернутої літери «Т»                                                                                             |
| Клавіатура та трекпад     | Трекпад | Трекпед Force Touch | Трекпед Force Touch |
| Клавіатура та трекпад     | Touch Bar | Так | Так |
| Безпечна автентифікація   | Touch ID | Так | Так |
| Відео та аудіо            | Відеокамера | 720p FaceTime HD Camera з вдосконаленим процесором сигналу зображення з обчислювальним відео                                                                                                 | 720p FaceTime HD Camera з вдосконаленим процесором сигналу зображення з обчислювальним відео                                                                                                 |
| Відео та аудіо            | Динамік | Стереодинаміки з розширеним динамічним діапазоном | Стереодинаміки з розширеним динамічним діапазоном |
| Відео та аудіо            | Відтворення Dolby Atmos | Підтримується | Підтримується |
| Відео та аудіо            | Мікрофон | Система з трьох направлених мікрофонів студійної якості з високим коефіцієнтом сигнал/шум | Система з трьох направлених мікрофонів студійної якості з високим коефіцієнтом сигнал/шум |
| Відео та аудіо            | Порт 3,5 мм для навушників | Так | Так |
| Підключення               | Wi-Fi | Wi-Fi 6 (802.11 a/b/g/n/ac/ax) | Wi-Fi 6 (802.11 a/b/g/n/ac/ax) |
| Підключення               | Bluetooth | Bluetooth 5.0 | Bluetooth 5.0 |
| Підключення               | Порти | 2 × порти Thunderbolt 3 (USB-C 4), що підтримують протоколи заряджання та DisplayPort. Немає підтримки eGPU Швидкість передачі до 40 Гбіт/с (Thunderbolt 3 або USB4) і 10 Гбіт/с (3.1 Gen 2) | 2 × порти Thunderbolt 3 (USB-C 4), що підтримують протоколи заряджання та DisplayPort. Немає підтримки eGPU Швидкість передачі до 40 Гбіт/с (Thunderbolt 3 або USB4) і 10 Гбіт/с (3.1 Gen 2) |
| Підключення               | Підтримка зовнішнього дисплея | Один дисплей із роздільною здатністю до 6016 x 3384 й частотою 60 Гц | Один дисплей із роздільною здатністю до 6016 x 3384 й частотою 60 Гц |
| Живлення                  | Акумулятор | Інтегрований літійполімерний акумулятор 11,4 В, 58,2 Вт·год (5152 мА·год) | Інтегрований літійполімерний акумулятор 11,4 В, 58,2 Вт·год (5152 мА·год) |
| Живлення                  | Кількість циклів заряджання | 1000 | 1000 |
| Живлення                  | Адаптер живлення в комплекті | Адаптер живлення USB-C потужністю 61 Вт | Адаптер живлення USB-C потужністю 67 Вт |
| Викиди парникових газів   | Викиди парникових газів | 185 кг CO2e із накописувачем на 256 ГБ або 207 кг CO2e із накописувачем на 512 ГБ | 167 кг CO2e із накописувачем на 256 ГБ або 182 кг CO2e із накописувачем на 512 ГБ |
| Розміри                   | Розміри | 30 см x 21,2 см x 1,5 см | 30 см x 21,2 см x 1,5 см |
| Вага                      | Вага | 1,4 кг | 1,4 кг |

## П'яте покоління (Liquid Retina XDR), 2021

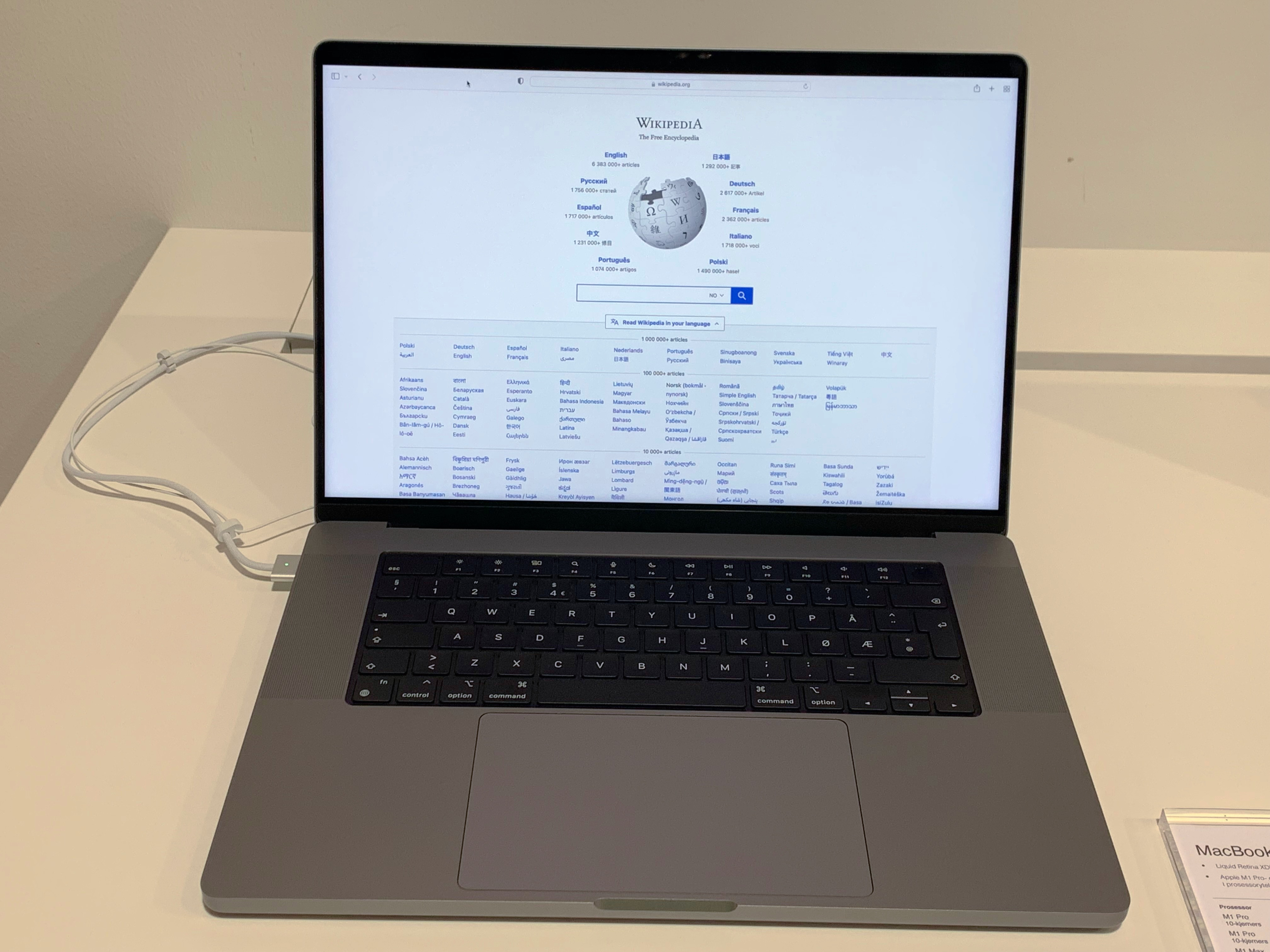
16-дюймовий MacBook Pro 2021 року.

На онлайнзаході 18 жовтня 2021 року Apple анонсувала оновлені 14-дюймові та 16-дюймові моделі MacBook Pro. Вони працюють на базі M1 Pro і M1 Max, оновлених системах на чипі Apple на базі ARM і перших професійних чипах. Нові моделі врахували багато критики до попереднього покоління — повторно зʼявилися жорсткі функціональні клавіші замість сенсорного Touch Bar, порт HDMI 2.0, зчитувач SDXC і бездротова зарядка MagSafe. Інші доповнення стосуються дисплею Liquid Retina XDR із підтримкою ProMotion зі змінною частотою оновлення 120 Гц, тонші рамки дисплея та вебкамеру 1080p, розміщену у вирізі, як у iPhone, Wi-Fi 6, Thunderbolt 4 та звукову систему з шістьма динаміками, що підтримують Dolby Atmos. Чип M1 Pro підтримує до двох зовнішніх дисплеїв, обидва з роздільною здатністю 6K, тоді як чип M1 Max підтримує до чотирьох дисплеїв: три з роздільною здатністю 6K і один з роздільною здатністю 4K. 16-дюймова версія оснащена нітридо-галієвим блоком живлення потужністю 140 Вт, який підтримує USB-C Power Delivery 3.1, але лише MagSafe підтримує повношвидкісну зарядку, оскільки порти USB-C пристрою обмежені потужністю 100 Вт.

### Дизайн
Моделі MacBook Pro із M1 Pro та M1 Max мають товстіший і квадратніший дизайн, ніж їхні безпосередні попередники на базі Intel. Клавіатура має повнорозмірні функціональні клавіші з клавіатурою, розташованою в «подвійно анодованому» чорному корпусі. Напис «MacBook Pro» прибрано з нижньої частини панелі дисплея та вигравіровано на нижній частині корпусу. Зовнішній вигляд моделі нагадує Titanium PowerBook G4, що випускався з 2001 по 2003 роки. Моделі доступні в сріблястому або космічному сірому кольорах, подібно до попередніх моделей на базі Intel. У соціальних мережах було розкритиковано кабель MagSafe, який поставлявся лише в сріблястому кольорі та не відповідав моделям космічного сірого кольору.

### Оцінки
Відгуки про MacBook Pro 2021 року були загалом позитивними. Інернет-оглядачі, такі як Джастін Езарік (iJustine), Ентоні Янг з Linus Tech Tips і Маркес Бравнлі, високо оцінили новий дизайн, більші функціональні клавіші, новий екран і M1 Pro та M1 Max. The Verge поставило моделям оцінку 9,5 із 10, відзначивши підвищену швидкість і час автономної роботи, покращені дисплеї та динаміки, а також вилучення сенсорного Touch Bar, але розкритикувало витрати на оновлення пам'яті як «абсурдні» та відзначило, що лише власні програми Apple оптимізовані для графічного процесора.
iFixit дало моделям оцінку ремонтопридатності 4 із 10 у порівнянні лише з 1 із 10 у попереднього покоління, сказавши, що замінити батарею легше, оскільки вона більше не вклеєна, а дисплей, а також більшість портів є модульними, хоча динаміки приклеєні, а твердотільний накопичувач припаяний (як раніше).

### Технічні характеристики
|  | Поточний |

| Модель                    | Модель | 14 дюймів, 2021 | 14 дюймів, 2021 | 16 дюймів, 2021 | 16 дюймів, 2021 |
| ------------------------- | --- | --- | --- | --- | --- |
| Хронологія                | Анонсовано | 18 жовтня 2021 | 18 жовтня 2021 | 18 жовтня 2021 | 18 жовтня 2021 |
| Хронологія                | Випущено | 26 жовтня 2021 | 26 жовтня 2021 | 26 жовтня 2021 | 26 жовтня 2021 |
| Хронологія                | Припинено | Виробляється | Виробляється | Виробляється | Виробляється |
| Хронологія                | Статус підтримки | Підтримується | Підтримується | Підтримується | Підтримується |
| Деталі моделі             | Ідентифікатор моделі | MacBookPro18,3 | MacBookPro18,4 | MacBookPro18,1 | MacBookPro18,2 |
| Деталі моделі             | Номер моделі (знизу) | A2442 | A2442 | A2485 | A2485 |
| Деталі моделі             | Номер партії (номер замовлення) | MKGP3, MKGQ3, MKGR3, MKGT3 | Збірка на замовлення | MK183, MK193, MK1A3, MK1E3, MK1F3 | MK1H3 |
| Операційна система        | Початковий випуск | macOS 12 Monterey | macOS 12 Monterey | macOS 12 Monterey | macOS 12 Monterey |
| Операційна система        | Останній випуск | macOS 12 Monterey | macOS 12 Monterey | macOS 12 Monterey | macOS 12 Monterey |
| Дисплей                   | Поверхня | Глянцевий дисплей | Глянцевий дисплей | Глянцевий дисплей | Глянцевий дисплей |
| Дисплей                   | Розмір дисплея | 14,2 дюйма (360 мм) (даігональ) | 14,2 дюйма (360 мм) (даігональ) | 16,2 дюйма (410 мм) (даігональ) | 16,2 дюйма (410 мм) (даігональ) |
| Дисплей                   | Роздільна здатність | 3024 × 1964 | 3024 × 1964 | 3456 × 2234 | 3456 × 2234 |
| Дисплей                   | Щільність пікселів (ppi) | 254 | 254 | 254 | 254 |
| Дисплей                   | Співвідношення сторін | 9:5.85 (16:10 без вирізу) | 9:5.85 (16:10 без вирізу) | 9:5.82 (16:10 без вирізу) | 9:5.82 (16:10 без вирізу) |
| Дисплей                   | Підтримка форматів із масштабуванням | 1800 × 1169 (Відтворюється як 3600 × 2338) 1512 × 982 (За замовчуванням і нативний, відтворюється як 3024 × 1964) 1352 × 878 (Відтворюється як 2704 × 1756) 1147 × 745 (Відтворюється як 2294 × 1490) 1024 × 665 (Відтворюється як 2048 × 1330)                                                            | 1800 × 1169 (Відтворюється як 3600 × 2338) 1512 × 982 (За замовчуванням і нативний, відтворюється як 3024 × 1964) 1352 × 878 (Відтворюється як 2704 × 1756) 1147 × 745 (Відтворюється як 2294 × 1490) 1024 × 665 (Відтворюється як 2048 × 1330) | 2056 × 1329 (Відтворюється як 4112 × 2658) 1728 × 1117 (За замовчуванням і нативний, відтворюється 3456 × 2234) 1496 × 967 (Відтворюється як 2992 × 1934) 1312 × 848 (Відтворюється як 2624 × 1696) 1168 × 755 (Відтворюється як 2336 × 1510)                                                              | 2056 × 1329 (Відтворюється як 4112 × 2658) 1728 × 1117 (За замовчуванням і нативний, відтворюється 3456 × 2234) 1496 × 967 (Відтворюється як 2992 × 1934) 1312 × 848 (Відтворюється як 2624 × 1696) 1168 × 755 (Відтворюється як 2336 × 1510) |
| Дисплей                   | Яскравість ( кд⁄м2) | 1000 на тривалому рівні, 1600 на піку | 1000 на тривалому рівні, 1600 на піку | 1000 на тривалому рівні, 1600 на піку | 1000 на тривалому рівні, 1600 на піку |
| Дисплей                   | Підтримка колірної гами | Дисплей P3 із 10 мільярдами кольорів | Дисплей P3 із 10 мільярдами кольорів | Дисплей P3 із 10 мільярдами кольорів | Дисплей P3 із 10 мільярдами кольорів |
| Дисплей                   | Дисплей True Tone | Підтримується | Підтримується | Підтримується | Підтримується |
| Дисплей                   | Частота оновлення | Макс. 120 Гц із технологією ProMotion для адаптивного оновлення Доступна фіксована частота оновлення: 47,95 Гц, 48 Гц, 50 Гц, 59,94 Гц, 60 Гц | Макс. 120 Гц із технологією ProMotion для адаптивного оновлення Доступна фіксована частота оновлення: 47,95 Гц, 48 Гц, 50 Гц, 59,94 Гц, 60 Гц                                                                                                   | Макс. 120 Гц із технологією ProMotion для адаптивного оновлення Доступна фіксована частота оновлення: 47,95 Гц, 48 Гц, 50 Гц, 59,94 Гц, 60 Гц | Макс. 120 Гц із технологією ProMotion для адаптивного оновлення Доступна фіксована частота оновлення: 47,95 Гц, 48 Гц, 50 Гц, 59,94 Гц, 60 Гц                                                                                                 |
| Продуктивність            | | | | | |
| Система на чипі           | Apple M1 Pro | Apple M1 Max | Apple M1 Pro | Apple M1 Max | |
| Ядра ЦП                   | 6 або 8 x 3,23 ГГц продуктивні ядра (Firestorm) та 2 × 2,064 ГГц ефективні ядра (Icestorm), загалом 8 або 10 ядер 10-ядерний процесор доступний на момент придбання, після чого не можна змінити                       | 8 x 3,23 ГГц продуктивні ядра (Firestorm) та 2 × 2,064 ГГц ефективні ядра (Icestorm), загалом 10 ядер | 8 x 3,23 ГГц продуктивні ядра (Firestorm) та 2 × 2,064 ГГц ефективні ядра (Icestorm), загалом 10 ядер | 8 x 3,23 ГГц продуктивні ядра (Firestorm) та 2 × 2,064 ГГц ефективні ядра (Icestorm), загалом 10 ядер | |
| Кеш                       | Продуктивні ядра: 192 КБ L1i, 128 КБ L1d, 12 МБ спільного L2 Ефективні ядра: 128 КБ L1i, 64 КБ L1d, 4 МБ спільного L2 Кеш системного рівня: 24 МБ                                                                      | Продуктивні ядра: 192 КБ L1i, 128 КБ L1d, 12 МБ спільного L2 Ефективні ядра: 128 КБ L1i, 64 КБ L1d, 4 МБ спільного L2 Кеш системного рівня: 48 МБ | Продуктивні ядра: 192 КБ L1i, 128 КБ L1d, 12 МБ спільного L2 Ефективні ядра: 128 КБ L1i, 64 КБ L1d, 4 МБ спільного L2 Кеш системного рівня: 24 МБ                                                                                               | Продуктивні ядра: 192 КБ L1i, 128 КБ L1d, 12 МБ спільного L2 Ефективні ядра: 128 КБ L1i, 64 КБ L1d, 4 МБ спільного L2 Кеш системного рівня: 48 МБ | |
| Ядра графічного процесора | 14-ядерний Apple G13X (224 EUs, 1792 ALUs) або 16-ядерний Apple G13X (256 EUs, 2048 ALUs) 16-ядерний графічний процесор доступний лише для 10-ядерного процесора на момент придбання, після чого його не можна змінити | 24-ядерний Apple G13X (384 EUs, 3072 ALUs) або 32-ядерний Apple G13X (512 EUs, 4096 ALUs) 24-ядерний графічний процесор або 32-ядерний графічний процесор доступний на момент придбання, після чого його не можна змінити                                                                                  | 16-ядерний Apple G13X (256 EUs, 2048 ALUs) | 24-ядерний Apple G13X (384 EUs, 3072 ALUs) або 32-ядерний Apple G13X (512 EUs, 4096 ALUs) 24-ядерний графічний процесор або 32-ядерний графічний процесор доступний на момент придбання, після чого його не можна змінити                                                                                  | |
| Neural Engine             | 16-core (11 трильйонів операцій в секунду) | 16-core (11 трильйонів операцій в секунду) | 16-core (11 трильйонів операцій в секунду) | 16-core (11 трильйонів операцій в секунду) | |
| Система охолодження       | Алюмінієвий розподільник тепла, подвійний вентилятор | Алюмінієвий розподільник тепла, подвійний вентилятор | Алюмінієвий розподільник тепла, подвійний вентилятор | Алюмінієвий розподільник тепла, подвійний вентилятор | |
| Тип пам'яті               | 256-бітна двоканальна уніфікована пам'ять LPDDR5-6400 (204,8 ГБ/с) | 512-бітна чотириканальна уніфікована пам'ять LPDDR5-6400 (409,6 ГБ/с) | 256-бітна двоканальна уніфікована пам'ять LPDDR5-6400 (204,8 ГБ/с) | 512-бітна чотириканальна уніфікована пам'ять LPDDR5-6400 (409,6 ГБ/с) | |
| Ємність пам'яті           | 16 ГБ 32 ГБ доступні на момент покупки, після чого не можна змінити | 32 ГБ 64 ГБ доступні на момент покупки, після чого не можна змінити | 16 ГБ 32 ГБ доступні на момент покупки, після чого не можна змінити | 32 ГБ 64 ГБ доступні на момент покупки, після чого не можна змінити | |
| Накопичувач               | Тип SSD | SSD на базі PCIe зі швидкістю зчитування до 7,4 ГБ/с | SSD на базі PCIe зі швидкістю зчитування до 7,4 ГБ/с | SSD на базі PCIe зі швидкістю зчитування до 7,4 ГБ/с | SSD на базі PCIe зі швидкістю зчитування до 7,4 ГБ/с |
| Накопичувач               | Ємність SSD | 512 ГБ або 1 ТБ, не можна замінити 1 ТБ (для моделей 512 ГБ), 2 ТБ, 4 ТБ або 8 ТБ доступно на момент придбання, після чого не можна змінити | 512 ГБ або 1 ТБ, не можна замінити 1 ТБ (для моделей 512 ГБ), 2 ТБ, 4 ТБ або 8 ТБ доступно на момент придбання, після чого не можна змінити | 512 ГБ або 1 ТБ, не можна замінити 1 ТБ (для моделей 512 ГБ), 2 ТБ, 4 ТБ або 8 ТБ доступно на момент придбання, після чого не можна змінити | 512 ГБ або 1 ТБ, не можна замінити 1 ТБ (для моделей 512 ГБ), 2 ТБ, 4 ТБ або 8 ТБ доступно на момент придбання, після чого не можна змінити                                                                                                   |
| Клавіатура та трекпад     | Тип клавіатури | Клавіатура Magic Keyboard з підсвічуванням, механізмом (перемикач-ножиці) і датчиком зовнішнього освітлення | Клавіатура Magic Keyboard з підсвічуванням, механізмом (перемикач-ножиці) і датчиком зовнішнього освітлення | Клавіатура Magic Keyboard з підсвічуванням, механізмом (перемикач-ножиці) і датчиком зовнішнього освітлення | Клавіатура Magic Keyboard з підсвічуванням, механізмом (перемикач-ножиці) і датчиком зовнішнього освітлення |
| Клавіатура та трекпад     | Кількість клавіш | 78 (США) або 79 (ISO) клавіш, включно з 12 функціональними клавішами та 4 клавішами зі стрілками у формі перевернутої літери «Т» | 78 (США) або 79 (ISO) клавіш, включно з 12 функціональними клавішами та 4 клавішами зі стрілками у формі перевернутої літери «Т» | 78 (США) або 79 (ISO) клавіш, включно з 12 функціональними клавішами та 4 клавішами зі стрілками у формі перевернутої літери «Т» | 78 (США) або 79 (ISO) клавіш, включно з 12 функціональними клавішами та 4 клавішами зі стрілками у формі перевернутої літери «Т» |
| Клавіатура та трекпад     | Трекпад | Трекпед Force Touch | Трекпед Force Touch | Трекпед Force Touch | Трекпед Force Touch |
| Клавіатура та трекпад     | Touch Bar | Відсутній | Відсутній | Відсутній | Відсутній |
| Безпечна автентифікація   | Touch ID | Так | Так | Так | Так |
| Відео та аудіо            | Відеокамера | 1080p FaceTime HD Camera з вдосконаленим процесором сигналу зображення з обчислювальним відео | 1080p FaceTime HD Camera з вдосконаленим процесором сигналу зображення з обчислювальним відео | 1080p FaceTime HD Camera з вдосконаленим процесором сигналу зображення з обчислювальним відео | 1080p FaceTime HD Camera з вдосконаленим процесором сигналу зображення з обчислювальним відео |
| Відео та аудіо            | Динамік | Високоякісна аудіосистема з шістьма динаміками з низькочастотними динаміками з примусовим придушенням і широким стереозвуком | Високоякісна аудіосистема з шістьма динаміками з низькочастотними динаміками з примусовим придушенням і широким стереозвуком | Високоякісна аудіосистема з шістьма динаміками з низькочастотними динаміками з примусовим придушенням і широким стереозвуком | Високоякісна аудіосистема з шістьма динаміками з низькочастотними динаміками з примусовим придушенням і широким стереозвуком |
| Відео та аудіо            | Відтворення Dolby Atmos | Підтримується Spatial Audio у вбудованих динаміках або AirPods із динамічним відстеженням голови | Підтримується Spatial Audio у вбудованих динаміках або AirPods із динамічним відстеженням голови | Підтримується Spatial Audio у вбудованих динаміках або AirPods із динамічним відстеженням голови | Підтримується Spatial Audio у вбудованих динаміках або AirPods із динамічним відстеженням голови |
| Відео та аудіо            | Мікрофон | Система з трьох направлених мікрофонів студійної якості з високим коефіцієнтом сигнал/шум | Система з трьох направлених мікрофонів студійної якості з високим коефіцієнтом сигнал/шум | Система з трьох направлених мікрофонів студійної якості з високим коефіцієнтом сигнал/шум | Система з трьох направлених мікрофонів студійної якості з високим коефіцієнтом сигнал/шум |
| Відео та аудіо            | Порт 3,5 мм для навушників | Так, з розширеною підтримкою високоомних навушників | Так, з розширеною підтримкою високоомних навушників | Так, з розширеною підтримкою високоомних навушників | Так, з розширеною підтримкою високоомних навушників |
| Підключення               | Wi-Fi | Wi-Fi 6 (802.11 a/b/g/n/ac/ax) | Wi-Fi 6 (802.11 a/b/g/n/ac/ax) | Wi-Fi 6 (802.11 a/b/g/n/ac/ax) | Wi-Fi 6 (802.11 a/b/g/n/ac/ax) |
| Підключення               | Bluetooth | Bluetooth 5.0 | Bluetooth 5.0 | Bluetooth 5.0 | Bluetooth 5.0 |
| Підключення               | Порти | 3 × порти Thunderbolt 4 (USB-C 4), що підтримують протоколи заряджання та DisplayPort, 1 × HDMI 2.0, 1 × слот для картки памʼяті SDXC (UHS-II). Немає підтримки eGPU. | 3 × порти Thunderbolt 4 (USB-C 4), що підтримують протоколи заряджання та DisplayPort, 1 × HDMI 2.0, 1 × слот для картки памʼяті SDXC (UHS-II). Немає підтримки eGPU.                                                                           | 3 × порти Thunderbolt 4 (USB-C 4), що підтримують протоколи заряджання та DisplayPort, 1 × HDMI 2.0, 1 × слот для картки памʼяті SDXC (UHS-II). Немає підтримки eGPU. | 3 × порти Thunderbolt 4 (USB-C 4), що підтримують протоколи заряджання та DisplayPort, 1 × HDMI 2.0, 1 × слот для картки памʼяті SDXC (UHS-II). Немає підтримки eGPU.                                                                         |
| Підключення               | Підтримка зовнішнього дисплея | Два монітори із роздільною здатністю до 6016x3384 й частотою 60 Гц через 2 порти Thunderbolt 4 або один монітор із роздільною здатністю до 6016x3384 й частотою 60 Гц через 1 Thunderbolt 4 port та один монітор із роздільною здатністю до 3840x2160 й частотою 60 Гц через HDMI 2.0 (Всього: 2 монітори) | Три монітори із роздільною здатністю до 6016x3384 й частотою 60 Гц через 3 порти Thunderbolt 4 та один монітор із роздільною здатністю до 3840x2160 й частотою 60 Гц через HDMI 2.0 (Всього: 4 монітори)                                        | Два монітори із роздільною здатністю до 6016x3384 й частотою 60 Гц через 2 порти Thunderbolt 4 або один монітор із роздільною здатністю до 6016x3384 й частотою 60 Гц через 1 порт Thunderbolt 4 та один монітор із роздільною здатністю до 3840x2160 й частотою 60 Гц через HDMI 2.0 (Всього: 2 монітори) | Три монітори із роздільною здатністю до 6016x3384 й частотою 60 Гц через 3 порти Thunderbolt 4 та один монітор із роздільною здатністю до 3840x2160 й частотою 60 Гц через HDMI 2.0 (Всього: 4 монітори)                                      |
| Живлення                  | Акумулятор | Інтегрований літійполімерний акумулятор 11,47 В, 69,6 Вт·год (6068 мА·год) | Інтегрований літійполімерний акумулятор 11,47 В, 69,6 Вт·год (6068 мА·год) | Інтегрований літійполімерний акумулятор 11,45 В, 99,6 Вт·год (8693 мА·год) | Інтегрований літійполімерний акумулятор 11,45 В, 99,6 Вт·год (8693 мА·год) |
| Живлення                  | Кількість циклів заряджання | 1000 | 1000 | 1000 | 1000 |
| Живлення                  | Адаптер живлення в комплекті | Адаптер живлення USB-C потужністю 67 Вт (8-ядерний процесор) Адаптер живлення USB-C потужністю 96 Вт для моделі з 8-ядерним ЦП доступний на момент покупки Адаптер живлення USB-C потужністю 96 Вт (10-ядерний процесор)                                                                                   | Адаптер живлення USB-C потужністю 96 Вт | Нітридо-галієвий адаптер живлення USB-C потужністю 140 Вт | Нітридо-галієвий адаптер живлення USB-C потужністю 140 Вт |
| Викиди парникових газів   | Викиди парникових газів | 271 кг CO2e із 8-ядерним процесором, 14-ядерним графічним процесором та накопичувачем на 512 ГБ або 307 кг CO2e із 10-ядерним процесором, 16-ядерним графічним процесором та накопичувачем на 1 ТБ | Н/Д | 349 кг CO2e із 10-ядерним процесором, 16-ядерним графічним процесором та накопичувачем на 512 ГБ або 382 кг CO2e із 10-ядерним процесором, 16-ядерним графічним процесором та накопичувачем на 1 ТБ | 395 кг CO2e із 10-ядерним процесором, 32-ядерним графічним процесором та накопичувачем на 1 ТБ |
| Розміри                   | Розміри | 31,27 см x 22,12 см x 1,55 см | 31,27 см x 22,12 см x 1,55 см | 35,59 см x 24,82 см x 1,68 см | 35,59 см x 24,82 см x 1,68 см |
| Вага                      | Вага | 1,59 кг | 1,59 кг | 2,13 кг | 2,18 кг |

## Програмне забезпечення та операційні системи
Операційна система macOS попередньо встановлена на всіх комп'ютерах MacBook Pro із Apple silicon з моменту випуску, починаючи з версії macOS Big Sur.
| Підтримувані версії macOS | Підтримувані версії macOS  | Підтримувані версії macOS          |
| Версія ОС                 | Версія MacBook Pro         | Версія MacBook Pro                 |
| Версія ОС                 | 4-го покоління (Touch Bar) | 5-го покоління (Liquid Retina XDR) |
| Версія ОС                 | Кінця 2020                 | Кінця 2021                         |
| ------------------------- | -------------------------- | ---------------------------------- |
| 11 Big Sur                | Так                        | Ні                                 |
| 12 Monterey               | Так                        | Так                                |
| 13 Ventura                | Так                        | Так                                |

## Хронологія
| Хронологія всіх портативних комп’ютерів Macintosh |
| ------------------------------------------------- |
| Див. також: Хронологія моделей Macintosh          |